# Euproctis ibanda
Euproctis ibanda är en fjärilsart som beskrevs av Collenette 1958. Euproctis ibanda ingår i släktet Euproctis och familjen tofsspinnare. Inga underarter finns listade i Catalogue of Life.